# Алтайская ГЭС
Алтайская гидроэлектростанция (Горно-Алтайская ГЭС, Катунская ГЭС) — проектировавшаяся ГЭС на реке Катунь, в Республике Алтай.

## Географические положение
Территория предполагаемого строительства расположена в Республике Алтай, в Чемальском и частично в Шебалинском районах. Строительство ГЭС намечалось в среднем течении Катуни в 235 км выше устья и в 1,5 км выше села Еланда. Русло реки окружено Семинским хребтом на западе и Куминскими белками на востоке. Высота над уровнем моря 500—430 м.

## Проект Алтайской ГЭС
В 1994 был разработан проект «малой Катунской ГЭС», постепенно трансформировавшийся в проект Алтайской ГЭС. Строительство Алтайской ГЭС, спроектированной институтом Гидропроект, намечается в створе Катунской ГЭС. Насыпная плотина ГЭС, по сути, представляет собой переработанный проект временной перемычки Катунской ГЭС.
Проектная мощность Алтайской ГЭС — 140 МВт, среднегодовая выработка — 0,85 млрд.кВт·ч. В здании ГЭС будет установлено 2 гидроагрегата мощностью по 70 МВт. Высота насыпной плотины — 57 м. Площадь образуемого водохранилища — 12,1 км², полный объём — 0,21 км³. Регулирование стока водохранилища не предполагалось. Ориентировочная стоимость строительства ГЭС составляет $225 млн.
К проекту Алтайской ГЭС предъявляются те же претензии, что и к Катунской, однако, по мнению сторонников строительства, эти аргументы стали гораздо менее убедительны, поскольку Алтайская ГЭС отличается значительно меньшими размерами и масштабами изменения природной среды. В свою очередь, проект Алтайской ГЭС критикуется сторонниками строительства «большой» Катунской ГЭС как недостаточно амбициозный и не оптимальный для данного створа. Высказывались предположения, что Алтайская ГЭС фактически является первой очередью более мощной Катунской ГЭС.
Для строительства ГЭС было создано ОАО «Горно-Алтайская ГЭС», 90 % акций которого принадлежало частным фирмам ООО «Энергостройфинанс» и ЗАО «Элиттехстрой», 10 % акций — властям Республики Алтай. Проект ГЭС прошёл ОВОС, к строительству планировалось приступить в 2005, однако вокруг проекта начались судебные споры. В январе 2005 году Чемальский районный суд признал недействительным заключение государственной экологической экспертизы по обоснованию инвестиций в строительство Алтайской ГЭС, в апреле 2005 Верховный суд Республики Алтай отменил это решение и отправил дело на новое рассмотрение.
В связи с выявленными нарушениями ОАО «Горно-Алтайская ГЭС» действующего законодательства при составлении декларации безопасности проектируемых гидротехнических сооружений Алтайской ГЭС на реке Катунь, а также с отсутствием необходимых ведомственных согласований по Обоснованию инвестиций в строительство Алтайской гидроэлектростанции на реке Катунь в Республике Алтай, приказом Межрегионального территориального управления технологического и экологического надзора Ростехнадзора по Сибирскому федеральному округу N 75-пр от 23 ноября 2006 года аннулирована Декларация безопасности проектируемых гидротехнических сооружений Алтайской ГЭС на реке Катунь 06-06(00)0205-10-ГЭС от 06.07.2006 г. и Заключение государственной экспертизы по этому документу. Решение о запрете на проведение строительных работ по проекту Алтайской ГЭС согласовано начальником Межрегионального территориального управления Ростехнадзора по СФО Л. Баклицким с Полномочным представителем Президента Российской Федерации в Сибирском федеральном округе А. В. Квашниным. Проектируемые гидротехнические сооружения Алтайской ГЭС были исключены из отраслевого раздела Российского регистра гидротехнических сооружений.
В феврале 2007 в Горно-Алтайске было проведено расширенное совещание под руководством А. В. Квашнина. По итогам совещания было принято решение о поддержке проекта строительства ГЭС. Первый заместитель руководителя Межрегионального территориального управления Ростехнадзора по СФО Евгений Вдовин заявил, что после подготовки необходимой проектной документации возможно повторное внесение ГЭС в регистр:

Мы рассмотрели законность представленных документов — в их оформлении нарушений не нашли. Как только будет представлен сам проект, проведены все необходимые экспертизы, мы внесем его в регистр. Это мы записали и в протокол нынешнего совещания.
В двухтысячные годы проводилась доработка проекта ГЭС. К 1 октября 2006 доработанный проект должен был быть передан на государственную экспертизу. Начало строительства ГЭС планировалось в 2008 году, стоимость строительства должна была составить 6,6 млрд.руб. Планируовалось частичное финансирование строительства ГЭС за счёт средств инвестиционного фонда.
В январе 2008 года ОАО «Горно-Алтайская ГЭС» провело допэмиссию, в результате которых собственником предприятия стало УК «Гидроэнергокомплекс», аффилированное с ОАО «Росгазификация» (74,54 % акций принадлежит Росимуществу). ОАО «Росгазификация» планировало стать основным инвестором проекта, в качестве соинвестора предлагалось выступить австралийско у инвестфонду Castlepines Corporation. Строительство ГЭС предполагалось закончить в 2011 году.  (недоступная ссылка)

## История проектирования ГЭС на Катуни
Река Катунь характеризуется большим гидроэнергетическим потенциалом: среднегодовая мощность составляет 3544 МВт, среднегодовая выработка 31,045 млрд.кВт·ч (12 место среди рек России). Работы по проектированию ГЭС на Катуни начались в 1960-х годах, после проведённых институтом Гидропроект изысканий. Был создан предварительный проект строительства на Катуни каскада из 6 ГЭС. Однако в то время приоритет был отдан строительству ГЭС на Ангаре и Енисее, имеющих лучшие экономические показатели (Катунь отличается большой неравномерностью стока). В 1977 году начались изыскательские работы по первой ступени каскада — Еландинской ГЭС, позднее переименованной в Катунскую. Проект Катунской ГЭС с контррегулятором выполнен по заданию Минэнерго СССР от 19 августа 1980 года. К середине 1980-х годов был создан окончательный проект, предусматривающий создание комплекса Катунской ГЭС с контррегулятором Чемальской ГЭС.
Строительство ГЭС было включено в план 12 пятилетки, в 1982 году Красноярскгэсстрой начал подготовительные работы по созданию ГЭС — строительство транспортной инфраструктуры, жилья для строителей и т. п. ТЭО Катунской ГЭС были одобрены Госпланом СССР и утверждены приказом Минэнерго СССР от 29 февраля 1980 года. Данный приказ давал возможность начать подготовительные работы и финансирование до начала утверждения Государственной экспертной комиссией. А именно — вырубка лесов, строительство дорог, возведение ЛЭП и т. д.
Реализация проекта сразу же вызвала общественную дискуссию о необходимости строительства ГЭС и экологических последствиях её возведения, усилившуюся после принятия закона «О всенародном обсуждении важных вопросов государственной жизни» в 1987 году. В то время экологическая тема пользовалась большой общественной поддержкой, что привело к формированию в обществе устойчивого негативного отношения к строительству ГЭС. Под влиянием общественного мнения в 1987-89 годах проводилось несколько экспертиз, проект претерпевал небольшие изменения (к 1989 году появилась третья редакция проекта). Проект проходил согласования в различных ведомствах, то поддерживающих, то отвергающих его. В частности, итоговый ответ Госстроя содержал следующие слова: «В результате рассмотрения установлено, что строительство указанных ГЭС приведёт к значительным нарушениям природного комплекса р. Катунь, представляющего уникальную ценность в природном, историко-археологическом и рекреационном отношении». По заключению одной из комиссий, Западная Сибирь и Алтай до 2005 года не нуждается в увеличении энергетических мощностей (что в итоге не подтвердилось — к началу 2000-х годов Западная Сибирь, как и вся Россия, столкнулась с проблемой энергодефицита).

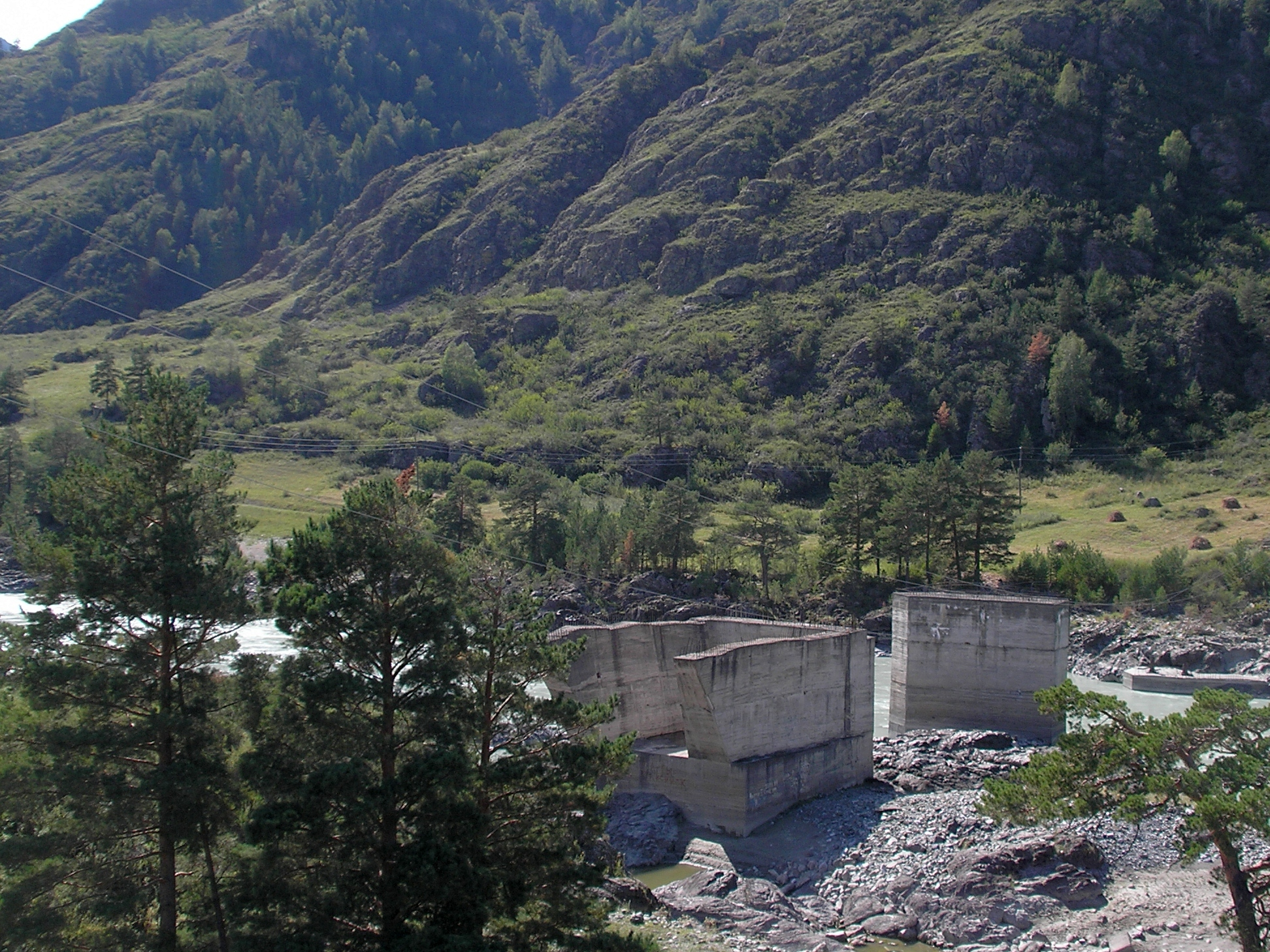
Опоры недостроенного моста в Еланде

Наконец, в 1989 году проект был рассмотрен государственной экологической экспертизой и был отвергнут. Сторонники строительства ГЭС полагают, что решение экспертизы не было объективным, было продиктовано политическими мотивами и принято под большим общественным давлением (в конце 1980-х общественность была резко негативно настроена против гидроэнергетики, что, наряду с экономическими проблемами, привело к остановке строительства ГЭС; впоследствии работы по сооружению большинства из них были возобновлены).
Строительство ГЭС было остановлено, к началу 1990-х гг. заброшено. Тяжёлая экономическая ситуация в стране сопровождалась падением энергопотребления, что сделало строительство ГЭС неактуальным. В то же время окончательно тема строительства Катунской ГЭС не была закрыта, продолжали обсуждаться различные варианты её создания, например, опережающего строительства контррегулирующей Чемальской ГЭС. Интерес к этому проекту связан с тем фактом, что Республика Алтай не имеет собственных генерирующих мощностей, получая электроэнергию по ЛЭП из Алтайского края. К началу 2000-х гг. наметился рост промышленного производства и энергопотребления. Алтайская энергосистема столкнулась с дефицитом, что привело к возвращению интереса местных властей к гидроэнергетическим проектам. В 2003 году руководство республики Алтай одобрило проект строительства в створе Катунской ГЭС значительно менее мощной электростанции — Алтайской ГЭС. В 2004 году филиал ОАО «Инженерный Центр ЕЭС» «Институт гидропроект» по заданию ОАО «Горно-Алтайская ГЭС» разработал «Обоснование инвестиций в строительство Алтайской гидроэлектростанции на реке Катуни в Республике Алтай». Проект строительства Алтайской ГЭС вызвал новый всплеск дискуссии по экологическим вопросам. Одновременно после образования в 2005 ОАО «ГидроОГК» его руководство приняло решение о разработке концепции развития гидроэнергетики России. По некоторым данным, проект данного документа предусматривает строительство Катунской ГЭС с первоначальными параметрами.

### Технические характеристики Катунской ГЭС по проекту 1989 года
Уточненным проектом 1989 года подразумевалось строительство комплекса Катунской ГЭС, состоящего из 2 ступеней — собственно Катунской ГЭС и контррегулятора Чемальской ГЭС.
Катунская ГЭС по проекту имеет мощность 1600 МВт, среднегодовую выработку 5,96 млрд.кВт·ч. В здании ГЭС установлено 5 радиально-осевых гидроагрегатов мощностью по 320 МВт, работающих при расчётном напоре 169 м. Гравитационная бетонная плотина ГЭС высотой 179 м должна была образовывать Катунское водохранилище сезонного регулирования площадью 87 кв.км, полным и полезным объёмом 5,83 и 3,44 куб.км. соответственно.
Чемальская ГЭС по проекту расположена ниже Катунской ГЭС и является её контррегулятором, выравнивая суточные неравномерности стока мощной Катунской ГЭС, ориентированной на работу в пиковой части графика нагрузок. Проектная мощность Чемальской ГЭС — 300 МВт, среднегодовая выработка — 1,56 млрд.кВт·ч. В здании ГЭС должны быть установлены 4 гидроагрегата мощностью по 75 МВт. Насыпная плотина ГЭС высотой 65,5 м должна была образовывать Чемальское водохранилище суточного регулирования площадью 11,9 кв.км, полным и полезным объёмом 0,18 и 0,02 куб.км. соответственно.
Катунская ГЭС проектирована институтом Гидропроект. Стоимость строительства комплекса ГЭС $1,15 млрд.

### Аргументы противников строительства ГЭС
Проект Катунской ГЭС подвергался, пожалуй, самой ожесточенной критике из всех гидроэнергетических проектов. Основные доводы экологов:
- В зону затопления ГЭС попадают месторождения ртути, что вызовет загрязнение водохранилища, Катуни и Оби, сделав воду непригодной для использования. Также указывалось на возможность метилирования ртути, её миграции и аккумуляции по пищевым цепям.
- Перераспределение стока уменьшит размер и продолжительность залития поймы верхней Оби, что приведет к снижению её продуктивности.
- Строительство ГЭС приведёт к изменениям микроклимата, что отрицательно скажется на здоровье населения и сделает невозможным функционирование санаториев по лечению туберкулеза в селе Чемал.
- Затопление большого количества плодородных земель.
- Сокращение ареалов редких и исчезающих растений.
- Ущерб рыбным запасам в результате разделения плотиной ареалов рыб.
- Усиление эрозии, оползневых процессов и размыва берегов.
- Расположение ГЭС в сейсмоопасной зоне, что в случае землетрясения может привести к разрушению плотины с катастрофическими последствиями для населенных пунктов ниже по течению.
- Водохранилище ГЭС может стимулировать сейсмическую активность. Например, крупная авария произошла 5 июня 1976 года на каменно-земляной плотине Титон (США), которая была сооружена в бассейне р. Снейк. Плотина имела высоту 93 м, длину по гребню 1050 м; объём водохранилища 380 млн м³. За два дня до аварии в правобережной части плотины была отмечена небольшая фильтрация — около 75 л/мин. 5 июня примерно в 5 м от правого борта и в 40-43 м ниже гребня фильтрация резко увеличилась и за 2 часа достигла 28 м³/с. Начался интенсивный вымыв грунта. Вскоре в верхнем бьефе образовался водоворот, свидетельствующий о том, что сооружение прорвано, и в течение 30 мин было смыто 40 % объёма плотины (около 3 млн м³ грунта). Волна прорыва, хлынувшая из водохранилища, размыла и затопила около 120 млн га плодородных земель; были полностью разрушены тысячи зданий учреждений, предприятий и жилых домов в городах Титон, Шугар-Сити, Ньюдейл, Рексбург и др. (Розанов Н. Н. Плотины из грунтовых материалов. М., Стройиздат, 1983. — С. 280). По одной из версий причиной стало землетрясение, спровоцированное заполнившимся водохранилищем и режимом его сработки. История этой плотины описана в романе Роберта Бирна «Плотина» (1981).
- Строительство ГЭС будет сопровождаться привлечением значительного количества приезжей рабочей силы, что приведет к размыванию алтайского этноса и потере им национальной идентичности.
- Затопление большого количества археологических памятников.
- Потеря туристической привлекательности долины Катуни.
- Потребление энергии в Республике Алтай в настоящее время ограничивается пропускной способностью существующих электросетей, а строительство новых ЛЭП стоит значительно дешевле, чем возведение ГЭС.

### Аргументы сторонников строительства ГЭС
Сторонники строительства ГЭС считают, что аргументы противников строительства либо малообоснованы, либо малозначимы, либо обозначенные проблемы имеют решение.
- Проблема ртути была исследована коллективом учёных Новосибирского университета[2]. В зоне затопления ГЭС было выявлено несколько рудопроявлений киновари и дан прогноз миграции и аккумуляции ртути. Сделан вывод о незначительности данных процессов по причине большой устойчивости киновари и отсутствия в водохранилище процессов, которые могли бы усилить вымывание ртути из горных пород. Также вопрос ртутного загрязнения подробно рассмотрен в ОВОС Алтайской ГЭС, сделан вывод о необоснованности опасений. Процессы метилирования ртути в крупном холодном водохранилище идти не должны. Мигрирующая во взвесях ртуть будет осаждаться в водохранилище и погребаться под слоем донных отложений.
- Уменьшение продуктивности поймы компенсируется возможностью вовлечения её в пашню, уменьшением ущерба сельскому хозяйству от наводнений, возможностью организации орошения.
- Изменения микроклимата оцениваются как умеренные. Водохранилище будет несколько сглаживать колебания температур, что является положительным фактором. В нижнем бьефе возможно возникновение незамерзающей полыньи, что является отрицательным фактором. Однако необходимо отметить, что размеры данной полыньи не должны быть очень большими (скажется охлаждение воды в контррегулирующем водохранилище). При необходимости, возможен перенос противотуберкулезного санатория в другое место, например, на 150—200 м выше.
- Водохранилище ГЭС располагается в узкой горной долине, в которой отсутствуют значительные площади пахотных земель. Затапливаемые земли отличаются каменистостью и низким плодородием. Количество переселяемого населения в 1989 оценивалось в 550 человек, что является весьма небольшим количеством для проекта такого уровня.
- Лекарственные, а также редкие виды растений в бассейне реки Катунь имеют довольно широкие ареалы и создание водохранилища ГЭС не вызовет уменьшение их запасов. Аналогична ситуация и с животными.
- В Катуни нет проходных рыб. В нижнем бьефе будут ухудшаться условия для воспроизводства ихтиофауны (из-за уменьшения площади залития поймы), что может быть скомпенсировано искусственным разведением. Следует отметить, что водохранилище ГЭС будет иметь собственное рыбопромысловое значение.
- Берега водохранилища сложены скальными грунтами, устойчивыми к разрушению. Кроме того, на берегу водохранилища ценные земли, которые могут быть потеряны вследствие переработки берегов, отсутствуют.
- В районе Катунской ГЭС не наблюдалось очагов землетрясений (как крупных, так и небольших). Отсутствуют следы древних мощных землетрясений. Нет потенциально сейсмоопасных разломов. В данном районе возможно землетрясение 7-8 баллов, являющееся отголоском масштабного землетрясения в Чуйско-Курайской зоне[3]. По схеме сейсмического районирования, район строительства ГЭС расположен в 9-балльной зоне. Строительство ГЭС в такой зоне вполне возможно, пример — Чиркейская ГЭС с самой высокой в России арочной плотиной, построенная в эпицентре 9-балльного Дагестанского землетрясения. Вообще, отмечено, что плотины ГЭС являются чрезвычайно сейсмоустойчивыми объектами. В России вообще не зафиксировано случаев разрушения или существенного повреждения каких-либо плотин в результате землетрясений.
- Повышение сейсмоактивности в результате строительства водохранилища — вопрос весьма спорный. Этот эффект проявляется достаточно редко, как правило, в виде увеличения частоты небольших толчков. Проявление такого эффекта на водохранилище Катунской ГЭС маловероятно из-за его относительно небольших размеров и расположения вне зоны сейсмоопасных разломов.
- Привлечение рабочей силы будет иметь временный характер, о размывании алтайского этноса говорить не приходится.
- По проекту, при строительстве ГЭС затопляемая территория исследуется в археологическом отношении. Ценные археологические памятники могут быть вынесены из зоны затопления.
- Плотина Катунской ГЭС может стать объектом, привлекательным для туристов, как масштабное и по-своему красивое инженерное сооружение. Горное водохранилище ГЭС будет иметь самостоятельное туристическое значение. При строительстве ГЭС создаётся транспортная, энергетическая инфраструктура, жилой фонд, которые могут быть использованы для стимулирования туризма.
- Площади затопления Катунской ГЭС можно считать при её характеристиках небольшими. Близкая по своим параметрам к Катунской Бурейская ГЭС, строительство которой не встречает больших возражений, имеет водохранилище площадью 720 кв.км, более чем в 7 раз больше.
- Находящаяся в похожих условиях значительно более крупная Саяно-Шушенская ГЭС не вызвала масштабных экологических проблем.
- Энергия Катунской ГЭС является возобновляемой, при её производстве не происходит никаких выбросов и не возникает отходов. Альтернативой является тепловая электростанция на угле, серьёзно загрязняющая окружающую среду.
- Республика Алтай является депрессивным в экономическом отношении регионом с крайне низким уровнем жизни населения. Строительство ГЭС даст толчок к экономическому развитию региона.